# Salvatierra/Agurain
Salvatierra/Agurain (előbbi a spanyol, utóbbi a baszk elnevezése) egy község Spanyolországban, Álava tartományban. Lakosainak száma 5155 fő (2024).

## Földrajza
Salvatierra/Agurain Arraia-Maeztu, Asparrena, Iruraiz-Gauna, Barrundia és San Millán községekkel határos.

## Látnivalók
A község területén, Arrízala település mellett található egy érdekes megalitikus emlék, a Sorginetxe-dolmen.

## Testvértelepülések
- Montana
- Bazas

## Népesség
A település lakosságának változását az alábbi diagram mutatja:
| Lakosok száma | 3984 | 4096 | 4217 | 4801 | 4884 | 4952 | 4985 | 5062 | 5029 | 5155 |
|               | 2001 | 2004 | 2006 | 2009 | 2011 | 2014 | 2016 | 2019 | 2021 | 2024 |